# Шульгино (посёлок, Тульская область)
Шульгино — посёлок при станции Заокского района Тульской области. Входит в Демидовское сельское поселение.

## География
Посёлок расположен на Среднерусской возвышенности, при станции Шульгино.
Уличная сеть отсутствует.

## Население
| 2010 |
| ---- |
| 78   |

## Инфраструктура
Дачные и садовые посёлки.

## Транспорт
Железнодорожная станция Шульгино Курского направления Московской железной дороги.